# Ventosilla y Tejadilla
Ventosilla y Tejadilla es un municipio español de la provincia de Segovia, en la comunidad autónoma de Castilla y León. Cuenta con una población de 17 habitantes (INE 2024). Su población se distribuye entre los núcleos de población de Ventosilla, Tejadilla y Casas Altas.

## Geografía

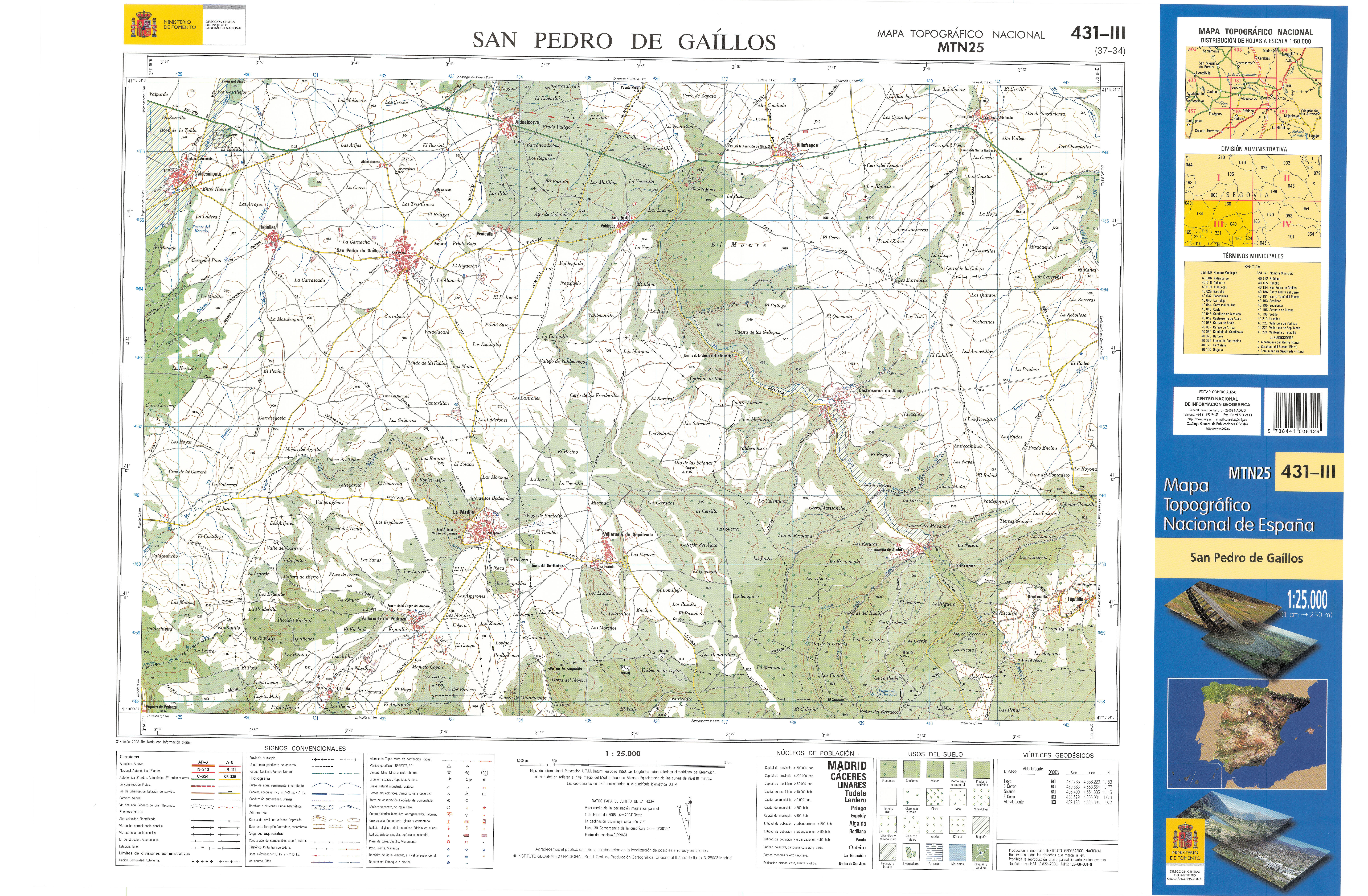
Fragmento de la hoja 431 del Mapa Topográfico Nacional de España de 2008 en el que se representa parte de Ventosilla y Tejadilla

| Noroeste: Santa Marta del Cerro | Norte: Santa Marta del Cerro | Noreste: Casla   |
| Oeste: Prádena                  |                              | Este: Casla      |
| Suroeste: Prádena               | Sur: Prádena                 | Sureste: Prádena |

## Historia
Según las investigaciones arqueológicas llevadas a cabo sobre el terreno, en la década de los 40 del pasado siglo XX, por el arqueólogo abulense Antonio Molinero Pérez (comisario provincial de excavaciones arqueológicas) los primeros asentamientos en la zona se produjeron en la Edad del Bronce, de la que se encontraron restos de cuchillos y herramientas de sílex. Aquellas mismas investigaciones arqueológicas dieron lugar al descubrimiento de una necrópolis de origen visigodo (siglo VI) y de igual forma se encontraron los restos de un pequeño oratorio datado en el siglo II, que junto a la existencia de un pequeño tramo de calzada romana indican la existencia tanto de asentamientos de procedencia hispanorromana como visigoda. El principal hallazgo realizado en la necrópolis situada en el lugar conocido como Los Visos y Las Casillas fueron 16 tumbas, algunas de ellas con restos humanos y parte de los ajuares con que fueron enterrados, así como tres estelas de origen romano, utilizadas como tapas de dos de los sepulcros encontrados.
Con posterioridad no existen datos que permitan asegurar la presencia de asentamientos hasta el siglo XIII, cuando probablemente repobladores llegados de zonas del norte de la península habitaron el lugar de Teiadiella, según se describe en un documento eclesial de 1247. Esto ocurre en el contexto de la reconquista, efectuando la repoblación la Comunidad de Villa y Tierra de Sepúlveda, quedando encuadradas sus localidades dentro del Ochavo de Prádena.De esas fechas data también la iglesia de Nuestra Señora de Tejadilla.
Su nombre se puede referir a un núcleo expuesto al viento, o según otra teoría, a una venta arriera de cierta fama.
Hasta 1559 estas tierras de la corona de Castilla, formaron únicamente parte del concejo de Sepúlveda, fecha en la que Felipe II decide, para obtener fondos con los que financiar sus guerras contra los turcos, ceder esta y otras aldeas, pasando la posesión de Ventosilla y Tejadilla al Señorío de Castroserna, por un valor de 1.170.000 maravedís, que abonó el primer noble al que se concedió dicho título, Gaspar López de Durango.
En 1698 el rey Carlos II nombra al I marqués de Castroserna, cuyo título recae en Martín de Basurto y Sepúlveda, que desde esa fecha ostentó la posesión del lugar así como de las aldeas contiguas de Castroserna de Arriba, donde se ubica la casa-palacio desde el siglo XVI, así como de Castroserna de Abajo.

## Demografía
Cuenta con una población de 17 habitantes (INE 2024).
| Gráfica de evolución demográfica de Ventosilla y Tejadilla entre 1842 y 2021                                          |
| |
| Población de derecho según los censos de población del INE. Población de hecho según los censos de población del INE. |

### Población por núcleos
Desglose de población según el Padrón Continuo por Unidad Poblacional del INE.
| Núcleos     | Habitantes (2024) |
| ----------- | ----------------- |
| Ventosilla  | 10                |
| Tejadilla   | 2                 |
| Casas Altas | 5                 |

## Símbolos
El escudo heráldico y la bandera que representan al municipio fueron aprobados oficialmente el 17 de diciembre de 2000. El escudo se blasona de la siguiente manera: 

«Escudo cortado: Primero en campo de sinople, tres ovejas de plata bien ordenadas. Segundo partido, 1.º en campo de oro un yelmo de azur, y 2.º en campo de gules un castillo de plata, aclarado de azur, y en su torre de homenaje una cruz de oro. Escudo timbrado con una corona real de oro.»
Boletín Oficial de Castilla y León n.º 113/2003 de 03 de abril de 2002

La descripción textual de la bandera es la siguiente:

«Paño cuadrado de proporción de 1/1, de color rojo con una franja diagonal, de color amarillo, que va desde el ángulo superior del asta hasta el inferior del batiente, de anchura 1/5 del total de la anchura del paño. Lleva sobrepuesto al centro el Escudo del Ayuntamiento, timbrado de corona real.»
Boletín Oficial de Castilla y León n.º 113/2003 de 03 de abril de 2002

## Administración y política
| Periodo   | Nombre                                                                    | Partido | Partido   |
| --------- | ------------------------------------------------------------------------- | ------- | --------- |

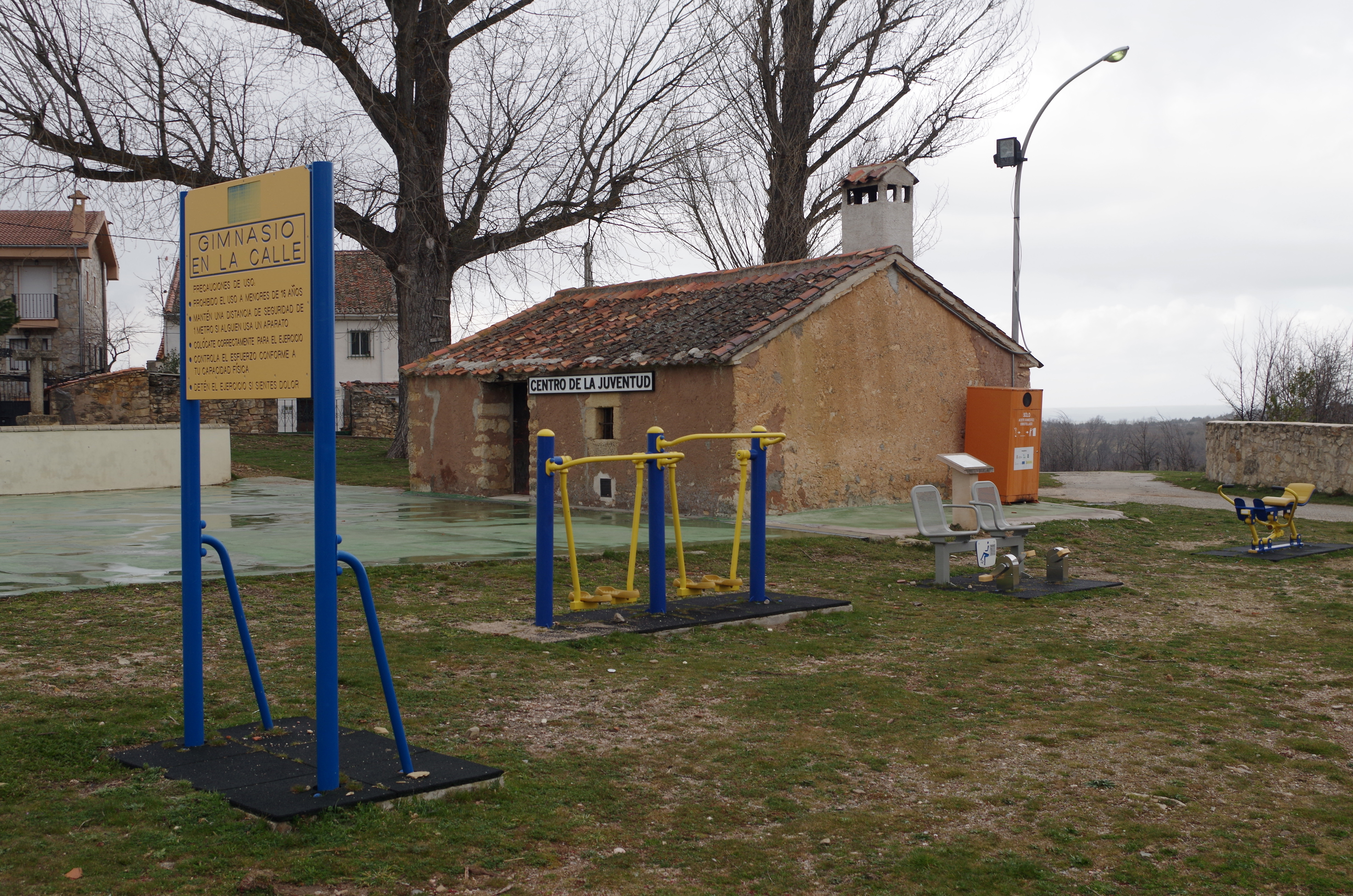
Centro de la juventud

| 1979-1983 | Marcos Estebaranz Tanarro                                                 |         | UCD       |
| 1983-1987 | Mariano San Juan Berzal                                                   |         | AP-PDP-UL |
| 1987-1991 | Mariano San Juan Berzal                                                   |         | CDS       |
| 1991-1995 | Anacleto García Matesanz                                                  |         | PP        |
| 1995-1999 | Anacleto García Matesanz                                                  |         | PP        |
| 1999-2003 | Miguel Ángel Méndez Méndez                                                |         | PP        |
| 2003-2007 | Lorenzo Crespo Reig                                                       |         | PP        |
| 2007-2011 | Lorenzo Crespo Reig                                                       |         | PP        |
| 2011-2015 | Lorenzo Crespo Reig                                                       |         | PP        |
| 2015-2019 | Lorenzo Crespo Reig (2015-2018)María Santas Matesanz González (2018-2019) |         | PP        |
| 2019-2023 | María Santas Matesanz González                                            |         | PP        |
| 2023-act. | Antonio Otero Valverde                                                    |         | PP        |

## Cultura

### Patrimonio
- Iglesia parroquial románica de Nuestra Señora de Tejadilla, principal patrimonio cultural del pueblo, cuya edificación tiene lugar de forma tardía, cuando ya el estilo gótico prevalece en las construcciones de las iglesias de villas y ciudades de mayor importancia. La iglesia posee una colección de canecillos de gran belleza, así como dos capiteles singulares en su interior, dedicados a la Adoración de los Reyes Magos y al pecado carnal. Así mismo son destacables varias piezas de conocidos orfebres de la platería segoviana de los siglos XVI y XVII, así como varios retablos barrocos.
- Senda natural del río San Juan;
- Bosques de sabinas y entorno natural;
- Calvario que rememora el vía crucis;
- Tramo de calzada romana;
- Potro de herrar;
- Antigua fragua;
- Fuente de las Casas Altas, llamada por los niños La Fuente de los Pajaritos;
- Dos molinos restaurados;
- Parque Natural de la Sierra Norte de Guadarrama;
- Viviendas tradicionales de más de 200 años y una en pie de 500, con sus antiguos hornos de pan.[1][6][3][10]

### Fiestas
- Fiesta de la Matanza, en las últimas fechas del invierno;
- Virgen de Tejadilla, el primer domingo de mayo, con una caldereta y una romería;
- La Juventud, el fin de semana próximo al 25 de julio, con barbacoa, discomóvil y actividades de recreo;
- San Roque, el 16 de agosto;
- Virgen del Rosario y San Bartolomé, el penúltimo fin de semana de agosto, el sábado el patrón y el domingo la Virgen.[1][6][3][10]

### Tradiciones
- Juegos de bolos, chito, la rana, carreras de sacos y de cartas como el tute, el mus o la brisca;
- Desaparecidas hacenderas tradicionales;
- Leyenda de la fundación del municipio: habla de primera familia del pueblo, con tres hijas que se llevaban mal, el padre las separó en tres casas, futuro barrios Ventosilla, Tejadilla y Las Casas Altas, para que no pudieran reñir.[1]

### Gastronomía
Destacan los embutidos, estando amparado por la Indicación Geográfica Protegida Chorizo de Cantimpalos.